# Italo Zilioli
Italo Zilioli, nascido a 24 de setembro de 1941 em Turim é um ciclista italiano já retirado das décadas 60 e 70.

## Biografia
Italo Zilioli converteu-se em profissional em 1962 e retirou-se em 1976. Ao longo da sua carreira com frequência desempenhou o papel de líder, ainda que não sempre já que se encontrava numa equipa dominada pela presença do "canibal" belga Eddy Merckx. Zilioli ganhou 58 vitórias e vários postos de honra.
Italo Zilioli fez vibrar a toda Itália entre finais de agosto e princípios de outubro de 1963, após ganhar quatro semi-clássicas italianas (Tre Valli Varesine, Giro dos Apeninos, Giro do Veneto, Giro de Emília).
Por sua maneira de atacar comparavam-lhe com Fausto Coppi, anunciando-lhe como possível sucessor junto a outros aspirantes como Gianni Motta ou Felice Gimondi. Conseguiu várias semi-clássicas italianas e vários postos de honra no no Giro d'Italia (2.º em 1964 por trás de Jacques Anquetil, 2.º em 1965 por trás de Vittorio Adorni, 2.º em  1966 após Gianni Motta, 4.º em  1968 superado por Merckx, Adorni e Gimondi, 3.º em 1969 após Gimondi e Claudio Michelotto e 5.º em 1970 no que ajudou a seu colega de equipa Eddy Merckx a ganhar o Giro).
Após coincidir com vários campeões italianos (Franco Balmamion em Sanson em 1965 e 1966, Felice Gimondi em Salvarani em 1967, Franco Bitossi em FILOTEX em 1968 e 1969), Zilioli converte-se no escudeiro de Eddy Merckx na equipa Faemino em 1970, o que lhe permitiu relançar a sua carreira ao ganhar a Semana Catalã, uma etapa no Giro d'Italia e especialmente a segunda etapa do Tour de France, onde lhe tirou o maillot amarelo a Eddy Merckx e o pôde conservar durante quatro dias até que o perdeu na etapa com final em Valenciennes sem que seus colegas de equipa, ao serviço de Merckx, se preocupassem por ele.
Correu pela equipa Ferretti em 1971, onde ganhou a Tirreno-Adriático e ajudou a seu colega de equipa Gösta Pettersson a ganhar o Giro d'Italia de 1971. Em 1972 militou nas fileiras da equipa Salvarani como lugar tenente de Felice Gimondi.
Zilioli ganhou também a Coppa Agostoni em 1964 e o  Campeonato de Zurique em 1966.

## Palmarés
| - 1963 - Giro dos Apeninos - Giro do Veneto - Giro de Emília - Tre Valli Varesine - 1 etapa da Volta à Suíça - 1964 - Coppa Agostoni - Giro do Veneto - Coppa Sabatini - Grande Prêmio de Monaco - 2.º do Giro d'Italia - 1965 - GP Biscaia - Tour de Tessin - 2.º do Giro d'Italia, mais 1 etapa - 1966 - Campeonato de Zurique - G. P. Indústria e Comércio de Prato - 2.º do Giro d'Italia - 1968 - Giro di Campania - 1 etapa do Giro d'Italia - 1 etapa da Tirreno-Adriático | - 1969 - 3.º do Giro d'Italia, mais 1 etapa - 1970 - Semana Catalã, mais 2 etapas - Giro do Piemonte - 1 etapa do Giro d'Italia - 1 etapa do Tour de France - 1 etapa da Volta ao Levante - 1971 - Tirreno-Adriático, mais 1 etapa - Troféu Laigueglia - 2 etapas da Semana Catalã - 1972 - 1 etapa do Giro d'Italia - 1973 - Coppa Placci - Giro dos Apeninos - GP Montelupo - 1974 - 1 etapa da Tirreno-Adriático - 1975 - 1 etapa da Tirreno-Adriático |

## Resultados nas grandes voltas
| Corrida            | 1962 | 1963 | 1964 | 1965 | 1966 | 1967 | 1968 | 1969 | 1970 | 1971 | 1972 | 1973 | 1974 | 1975 | 1976 |
| ------------------ | ---- | ---- | ---- | ---- | ---- | ---- | ---- | ---- | ---- | ---- | ---- | ---- | ---- | ---- | ---- |
| Giro d'Italia      | -    | 18.º | 2.º  | 2.º  | 2.º  | Ab.  | 4.º  | 3.º  | 5.º  | 22.º | Ab.  | 14.º | Ab.  | 39.º | 16.º |
| Tour de France     | -    | -    | -    | -    | -    | -    | Ab.  | -    | 13.º | -    | Ab.  | -    | -    | -    | -    |
| Volta a Espanha    | -    | -    | -    | -    | -    | -    | -    | -    | -    | -    | -    | -    | -    | -    | -    |
| Mundial em Estrada | -    | 20.º | 5.º  | 16.º | 6.º  | -    | -    | -    | 66.º | 50.º | -    | 32.º | -    | -    | -    |